# Гоббс, Хэлливел
Хэлливелл Гоббс (англ. Halliwell Hobbes; 16 ноября 1877, Стратфорд-на-Эйвоне, Уорикшир — 20 февраля 1962, Санта-Моника, Калифорния) — английский актёр.
Его дебют на сцене состоялся в 1898 году в компании Фрэнка Бенсона, Гоббс играя в шекспировском репертуарном театре с такими актёрами как Эллен Терри и миссис Патрик Кэмпбелл. В 1906 году он переехал в США и начал работать как актёр и режиссёр. В 1929 году (в возрасте 51 года) он перешёл в Голливуд, играя роли стариков, священнослужителей, дворецких, врачей, лордов и дипломатов.
К началу 1940-х годов он стал получать всё меньше ролей, тем не менее к 1949 году снялся более чем в 100 фильмах. Вернулся на Бродвей в середине 1940-х годов, появляясь в Ромео и Джульетта Капулетти как Господа и продолжается там до конца 1955 года. В 1950-х годах он перешёл работать на телевидение, снимаясь в различных постановка. Был женат на Нэнси Маршланд. Лицо Хэллвила Гоббса выглядело очень измождённым из-за впалых щек, что объясняется удалением 12 зубов.
Умер от сердечного приступа и был похоронен в часовне Пайнс Crematory в Лос-Анджелесе.

## Фильмография
- 1931 — Платиновая блондинка / Platinum Blonde
- 1931 — Доктор Джекилл и мистер Хайд
- 1933 — Этюд в багровых тонах
- 1935 — Повесть о Луи Пастере
- 1937 — Девушка Салема
- 1937 — Принц и нищий
- 1938 — С собой не унесёшь
- 1940 — Морской ястреб
- 1941 — Леди Гамильтон
- 1943 — Шерлок Холмс перед лицом смерти
- 1944 — Газовый свет